# Presidenti della Provincia di Catania
Elenco dei presidenti dell'amministrazione provinciale di Catania.

## Regno d'Italia (1861–1946)

### Governatori (1860–1861)
Con decreto emanato il 4 maggio 1860 dal dittatore della Sicilia Giuseppe Garibaldi, furono dichiarati decaduti gli intendenti delle province borboniche. In loro sostituzione, per la provincia di Catania, vennero nominati i seguenti governatori:
| Nº | Nº | Ritratto | Nome                                       | Mandato           | Mandato           | Partito     | Note  |
| Nº | Nº | Ritratto | Nome                                       | Inizio            | Fine              | Partito     | Note  |
| -- | -- | -------- | ------------------------------------------ | ----------------- | ----------------- | ----------- | ----- |
| 1  |    |          | Vincenzo Tedesco                           | 28 maggio 1860    | 4 luglio 1860     | Garibaldino | —     |
| 2  |    |          | Domenico Piraino                           | 4 luglio 1860     | 16 settembre 1860 | Garibaldino | [ 3 ] |
| 3  |    |          | Pietro Crispi                              | 16 settembre 1860 | 24 dicembre 1860  | Garibaldino | —     |
| 4  |    |          | Vincenzo Tedeschi                          | 24 dicembre 1860  | 16 giugno 1861    | Garibaldino | [ 3 ] |
| 5  |    |          | Giacinto Tholosano, barone di Valgrisanche | 16 giugno 1861    | 10 ottobre 1861   | Garibaldino | [ 3 ] |

### Presidenti del Consiglio provinciale (1861–1929)
Ricoprirono la carica di presidente del Consiglio provinciale, organo con funzioni legislative all’interno dell’amministrazione provinciale:
| Nº  | Nº | Ritratto | Nome                             | Mandato           | Mandato           | Partito                     | Note |
| Nº  | Nº | Ritratto | Nome                             | Inizio            | Fine              | Partito                     | Note |
| --- | -- | -------- | -------------------------------- | ----------------- | ----------------- | --------------------------- | ---- |
| 1   |    |          | Giacomo Bellia                   | 22 aprile 1861    | 14 novembre 1862  | ?                           | —    |
| 2   |    |          | Rosario Morabito                 | 15 novembre 1862  | 9 gennaio 1867    | ?                           | —    |
| 3   |    |          | Gabriello Carnazza Puglisi       | 10 gennaio 1867   | 5 febbraio 1868   | ?                           | —    |
| 4   |    |          | Salvatore Marchese               | 6 febbraio 1868   | 9 settembre 1868  | ?                           | —    |
| (3) |    |          | Gabriello Carnazza Puglisi       | 10 settembre 1868 | 6 settembre 1869  | ?                           | —    |
| 5   |    |          | Leonardo Vigo Fuccio             | 7 settembre 1869  | 4 settembre 1870  | Sinistra                    | —    |
| (4) |    |          | Salvatore Marchese               | 5 settembre 1870  | 1º settembre 1872 | ?                           | —    |
| 6   |    |          | Domenico Bonaccorsi di Casalotto | 2 settembre 1872  | 11 agosto 1895    | Destra                      | —    |
| 7   |    |          | Paolo Castorina                  | 12 agosto 1895    | 9 agosto 1896     | ?                           | —    |
| 8   |    |          | Ippolito De Cristofaro           | 10 agosto 1896    | 19 giugno 1905    | Sinistra                    | —    |
| 9   |    |          | Giuseppe Vadalà Papale           | 16 agosto 1905    | 12 agosto 1906    | ?                           | —    |
| (6) |    |          | Domenico Bonaccorsi di Casalotto | 13 agosto 1906    | 3 febbraio 1908   | Destra                      | —    |
| 10  |    |          | Giuseppe Grassi Voces            | 4 febbraio 1908   | 9 agosto 1914     | Indipendente                | —    |
| 11  |    |          | Giuseppe de Felice Giuffrida     | 10 agosto 1914    | 19 luglio 1920    | Partito Socialista Italiano | —    |
| 12  |    |          | Gaetano Maiorana                 | 19 novembre 1920  | 2 agosto 1921     | ?                           | —    |
| 13  |    |          | Salvatore Mazzarino              | 3 agosto 1921     | 15 ottobre 1923   | ?                           | —    |
| 14  |    |          | Giovanni Crispino                | 16 ottobre 1923   | 18 febbraio 1924  | ?                           | —    |
| 15  |    |          | Francesco Venuta                 | 19 febbraio 1924  | 22 agosto 1924    | ?                           | —    |
| 16  |    |          | Pasquale Randone                 | 22 agosto 1924    | 17 dicembre 1926  | ?                           | —    |
| 17  |    |          | Giuseppe Celi                    | 18 dicembre 1926  | 7 gennaio 1927    | Partito Nazionale Fascista  | —    |
| 18  |    |          | Ascanio Marca                    | 8 gennaio 1927    | 30 settembre 1927 | ?                           | —    |
| 19  |    |          | Mario Trinchino                  | 1º ottobre 1927   | 7 ottobre 1927    | ?                           | —    |
| 20  |    |          | Antonio Cesare Vittorelli        | 8 ottobre 1927    | 24 luglio 1928    | ?                           | —    |
| 21  |    |          | Salvatore Azzaro                 | 25 luglio 1928    | 21 agosto 1928    | ?                           | —    |
| 22  |    |          | Canio Santomauro                 | 22 agosto 1928    | 29 agosto 1929    | ?                           | —    |

### Presidenti della Deputazione provinciale (1889–1929)
Dal 1861 al 1889 la presidenza della deputazione provinciale, organo esecutivo dell’amministrazione provinciale, era attribuita d’ufficio al prefetto, quale rappresentante del potere centrale. A seguito delle riforme amministrative promosse dalla Sinistra storica, la presidenza delle deputazioni provinciali fu separata dalla figura del prefetto e affidata a un presidente eletto tra i consiglieri provinciali, segnando il passaggio a un assetto più autonomo e rappresentativo del governo locale.
| Nº  | Nº | Ritratto | Nome                    | Mandato | Mandato | Partito | Note |
| Nº  | Nº | Ritratto | Nome                    | Inizio  | Fine    | Partito | Note |
| --- | -- | -------- | ----------------------- | ------- | ------- | ------- | ---- |
| 1   |    |          | Francesco Tenerelli     | 1889    | 1892    | ?       | —    |
| 2   |    |          | Giovanni Auteri Beretta | 1892    | 1905    | ?       | —    |
| 3   |    |          | Luigi Landolina         | 1905    | 1906    | ?       | —    |
| 4   |    |          | G. Paternò di Castello  | 1906    | 1907    | ?       | —    |
| (3) |    |          | Luigi Landolina         | 1907    | 1909    | ?       | —    |
| 5   |    |          | Salvatore Favitta       | 1909    | ?       | ?       | —    |
| ?   |    |          | ?                       | ?       | ?       | ?       | —    |

### Presidi del Rettorato (1929–1943)
Con l’instaurazione del regime fascista, la guida delle province fu affidata ai presidi del Rettorato provinciale, funzionari nominati dal governo centrale, generalmente provenienti dai ranghi del partito o della prefettura. Tali figure erano incaricate di collaborare con i prefetti nell’attuazione delle direttive del regime e nel controllo dell’amministrazione locale.
| Nº | Nº | Ritratto | Nome                | Mandato           | Mandato           | Partito                    | Note |
| Nº | Nº | Ritratto | Nome                | Inizio            | Fine              | Partito                    | Note |
| -- | -- | -------- | ------------------- | ----------------- | ----------------- | -------------------------- | ---- |
| 1  |    |          | Vincenzo Lo Giudice | 30 agosto 1929    | 26 settembre 1935 | Partito Nazionale Fascista | —    |
| 2  |    |          | Gerolamo Longhena   | 27 settembre 1935 | 8 dicembre 1943   | Partito Nazionale Fascista | —    |

### Presidenti della Deputazione provinciale (1943–1947)
Dopo la caduta del fascismo, fu ripristinata la deputazione provinciale come organo esecutivo dell’amministrazione locale.
Con la proclamazione della Repubblica Italiana e l’elaborazione della prima bozza dello Statuto speciale per la Sicilia, le province dell’isola furono commissariate, a differenza di quelle del resto del Paese, in attesa di una riforma complessiva dell’ordinamento autonomistico regionale.
| Nº | Nº | Ritratto | Nome                                           | Mandato         | Mandato         | Partito | Note |
| Nº | Nº | Ritratto | Nome                                           | Inizio          | Fine            | Partito | Note |
| -- | -- | -------- | ---------------------------------------------- | --------------- | --------------- | ------- | ---- |
| 1  |    |          | Roberto Giuffrida                              | 9 dicembre 1943 | 18 ottobre 1946 | ?       | —    |
| —  |    |          | Umberto Mondio Landi (commissario prefettizio) | 19 ottobre 1946 | 28 maggio 1947  | —       | —    |
| —  |    |          | Salvatore Ferro (commissario prefettizio)      | 29 maggio 1947  | 18 giugno 1947  | —       | —    |

## Repubblica Italiana (1946–2015)

### Delegati regionali (1947–1972)
In seguito al trasferimento delle competenze sulle province alla Regione Siciliana, previsto dallo Statuto speciale per la Sicilia e dalla Costituzione, l’ordinamento provinciale rimase per lungo tempo privo di una disciplina organica. In attesa di definire un assetto stabile, la Regione nominò commissari regionali a capo delle province, che esercitarono le funzioni di governo locale per oltre tre lustri. Solo nel 1964 il governo regionale avviò una riforma istituendo un consiglio provinciale di secondo grado, i cui membri erano eletti indirettamente dai consiglieri comunali dei rispettivi territori, in seno ai cosiddetti liberi consorzi comunali.
| Nº | Nº | Ritratto | Nome                                   | Mandato          | Mandato          | Partito                      | Note |
| Nº | Nº | Ritratto | Nome                                   | Inizio           | Fine             | Partito                      | Note |
| -- | -- | -------- | -------------------------------------- | ---------------- | ---------------- | ---------------------------- | ---- |
| 1  |    |          | Carlo Amico                            | 19 giugno 1947   | 17 giugno 1957   | ?                            | —    |
| 2  |    |          | Salvatore Papale                       | 18 giugno 1957   | 8 aprile 1958    | Democrazia Cristiana         | —    |
| 3  |    |          | Antonino Drago                         | 9 aprile 1958    | 5 dicembre 1958  | Democrazia Cristiana         | —    |
| 4  |    |          | Orazio Condorelli                      | 6 dicembre 1958  | 15 ottobre 1961  | Partito Nazionale Monarchico | —    |
| 5  |    |          | Antonino Drago                         | 16 ottobre 1961  | 22 ottobre 1964  | Democrazia Cristiana         | —    |
| —  |    |          | Armando Palazzo (reggente provvisorio) | 23 ottobre 1964  | 22 dicembre 1964 | Democrazia Cristiana         | —    |
| 6  |    |          | Nicolò Nicoletti                       | 23 dicembre 1964 | 25 gennaio 1972  | ?                            | —    |

### Presidenti della Provincia (1972–2015)

#### Eletti dal Consiglio provinciale (1972–1994)
Nel 1970 fu ripristinata la vita democratica nelle province siciliane con la convocazione, per la prima volta, delle elezioni provinciali a suffragio indiretto, uniformando così l’ordinamento dell’isola a quello del resto d’Italia. Successivamente, con la legge regionale siciliana n. 9 del 6 marzo 1986, le province assunsero formalmente la denominazione di province regionali. Tuttavia, la riforma ebbe carattere meramente lessicale, senza modificare sostanzialmente l’assetto istituzionale e le funzioni degli enti provinciali.
| Nº  | Nº | Ritratto | Nome                                                | Mandato          | Mandato          | Partito              | Note |
| Nº  | Nº | Ritratto | Nome                                                | Inizio           | Fine             | Partito              | Note |
| --- | -- | -------- | --------------------------------------------------- | ---------------- | ---------------- | -------------------- | ---- |
| 1   |    |          | Antonino Torrisi                                    | 26 gennaio 1972  | 13 maggio 1973   | ?                    | —    |
| 2   |    |          | Vincenzo Auteri                                     | 14 maggio 1973   | 6 novembre 1973  | ?                    | —    |
| 3   |    |          | Nicolò Nicoletti                                    | 7 novembre 1973  | 5 agosto 1975    | ?                    | —    |
| 4   |    |          | Stefano Scandura                                    | 6 agosto 1975    | 2 agosto 1976    | ?                    | —    |
| 5   |    |          | Giacomo Sciuto                                      | 3 agosto 1976    | 28 giugno 1982   | ?                    | —    |
| 6   |    |          | Salvatore Distefano                                 | 29 giugno 1982   | 3 giugno 1984    | Democrazia Cristiana | —    |
| 7   |    |          | Antonio Torrisi                                     | 4 giugno 1984    | 1º febbraio 1987 | Democrazia Cristiana | —    |
| 8   |    |          | Alfredo Bernardini                                  | 2 febbraio 1987  | 27 marzo 1987    | ?                    | —    |
| —   |    |          | prefetto Onofrio Zaccone (commissario prefettizio)  | 28 marzo 1987    | 26 novembre 1987 | —                    | —    |
| (8) |    |          | Alfredo Bernardini                                  | 27 novembre 1987 | 11 giugno 1989   | ?                    | —    |
| 9   |    |          | Giulio Sascia Tignino                               | 12 giugno 1989   | 9 ottobre 1991   | Partito Socialista   | —    |
| 10  |    |          | Diego Di Gloria                                     | 10 ottobre 1991  | 20 novembre 1991 | ?                    | —    |
| 11  |    |          | Carmelo Rapisarda                                   | 21 novembre 1991 | 16 marzo 1993    | ?                    | —    |
| 12  |    |          | Francesco Altamore                                  | 17 marzo 1993    | 10 agosto 1993   | ?                    | —    |
| —   |    |          | prefetto Antonino Pennisi (commissario prefettizio) | 11 agosto 1993   | 18 febbraio 1994 | —                    | —    |

#### Eletti direttamente dai cittadini (1994–2012)
Nel 1994 la Regione Siciliana riformò il proprio ordinamento provinciale, adeguandosi al nuovo modello introdotto a livello nazionale, che prevedeva l’elezione diretta da parte dei cittadini del presidente della Giunta provinciale. La riforma segnò il passaggio da un sistema di secondo grado a un assetto fondato sul suffragio universale, rafforzando la legittimazione democratica degli organi di governo delle province.
| Nº | Nº | Ritratto | Nome                                                 | Mandato          | Mandato          | Partito                                    | Elezione |
| Nº | Nº | Ritratto | Nome                                                 | Inizio           | Fine             | Partito                                    | Elezione |
| -- | -- | -------- | ---------------------------------------------------- | ---------------- | ---------------- | ------------------------------------------ | -------- |
| 13 |    |          | Sebastiano "Nello" Musumeci                          | 19 febbraio 1994 | 2 giugno 2003    | Alleanza Nazionale                         | 1994     |
| 14 |    |          | Raffaele Lombardo                                    | 3 giugno 2003    | 12 febbraio 2008 | Unione di Centro Movimento per l'Autonomia | 2003     |
| —  |    |          | prefetto Rodolfo Casarubea (commissario prefettizio) | 28 febbraio 2008 | 17 giugno 2008   | —                                          | —        |
| 15 |    |          | Giuseppe Castiglione                                 | 18 giugno 2008   | 12 novembre 2012 | Forza Italia Il Popolo della Libertà       | 2008     |

### Commissari straordinari regionali (2012–2015)
| Nominativo               | Mandato          | Mandato        |
| Nominativo               | Inizio           | Fine           |
| ------------------------ | ---------------- | -------------- |
| prefetto Antonina Liotta | 12 novembre 2012 | 2 gennaio 2014 |
| prefetto Giuseppe Romano | 2 gennaio 2014   | 4 agosto 2015  |